# Dean Reed
Dean Cyril Reed (Denver, 22 settembre 1938 – Zeuthen, 13 giugno 1986) è stato un attore e cantante statunitense.

## Biografia
Dopo aver intrapreso la carriera artistica ispirandosi a quella di Elvis Presley quale suo modello, si trasferì in Sudamerica dove si affermò come cantante e attore. Affascinato dagli ideali del socialismo, cominciò a sviluppare un certo interesse per i paesi dell'Est Europa.
Recitò in Italia negli stabilimenti romani di Cinecittà, lavorando tra l'altro al fianco di Yul Brynner nello spaghetti western Indio Black, sai che ti dico: sei un gran figlio di... (1970).
Partecipò anche al Festival di Napoli 1968 con il brano Nun 'o ssapevo, cantato in napoletano. 
Nel 1966 si trasferì in Unione Sovietica e poi nella Repubblica Democratica Tedesca, dove venne acclamato come l' "Elvis Rosso". Grazie alla sua musica occidentaleggiante, al suo messaggio socialista e alla sua bella presenza, i governi comunisti apprezzarono la sua collaborazione musicale e artistica. Come attore interpretava fondamentalmente la figura di se stesso: veniva infatti proposto come statunitense profondamente idealista e deluso dal sistema capitalista.
Ciononostante, verso gli anni ottanta Reed cominciò ad allontanarsi dagli ideali socialisti della DDR;  una collaborazione con la Stasi non diede risultati soddisfacenti e terminò con un congedo. 
Nel 1986 Reed fu trovato cadavere nel lago berlinese di Zeuthen. Inizialmente gli inquirenti stabilirono che l'artista si era suicidato. Tesi successive, non ufficiali, ipotizzarono un coinvolgimento di servizi segreti stranieri nella sua morte. La giornalista Raggie Nadelson, nell'unica biografia del cantante, riconosce che queste ultime ipotesi non stanno in piedi e che anche la tesi del suicidio non è provata.

## Vita privata
Si sposò tre volte. La sua prima moglie fu la connazionale Patricia Hobbs, che gli diede la sua prima figlia Ramona; il matrimonio si concluse con un divorzio. Generò l'altra figlia, Natacha, con la seconda moglie, una donna della DDR. Dopo aver nuovamente divorziato sposò un'attrice della DDR, Renate Blume, con la quale rimase sposato fino alla morte.

## Discografia parziale
- The Search, Capitol Records, 1959
- I Kissed a Queen, Capitol Records, 1959
- He Besado A Una Reina, Capitol Chile, 1959
- Our Summer Romance, Capitol Records, 1959
- Nuestro Amor Veraniego, Capitol Chile, 1960
- Don't Let Her Go, Capitol Records, 1960
- I Forgot More Than You'll Ever Know, Imperial Records, 1961
- Como Un Niño Soy, Odeon Chile, 1964
- La Bamba, Odeon Argentina, 1965
- Hippy Hippy Shake, Odeon Chile/Argentina, 1965
- Simpatia, EMA 1966
- Dean Reed, Melodija, 1969
- Las Cosas Que Yo He Visto, Odeon Chile, 1971
- Mississippi-Line, Melodija 1972
- Wir sagen ja..., Amiga, 1972
- Dean Reed a jeho svet, Supraphon, 1976
- My Song For You, Supraphon, 1978
- Rock 'n' Roll, Country & Romantic, Supraphon, 1980
- Dean Reed Country, Supraphon, 1981
- Dean Reed, Supraphon, 1986

## Filmografia parziale

### Attore
- Buckaroo (Il winchester che non perdona), regia di Adelchi Bianchi (1967)
- Dio li crea... Io li ammazzo!, regia di Paolo Bianchini (1968)
- I nipoti di Zorro, regia di Marcello Ciorciolini (1968)
- Il diario proibito di Fanny, regia di Sergio Pastore (1969)
- La morte bussa due volte, regia di Harald Philipp (1969)
- I pirati dell'isola verde, regia di Ferdinando Baldi (1969)
- Indio Black, sai che ti dico: sei un gran figlio di..., regia di Gianfranco Parolini (1970)
- Tre per uccidere (La banda de los tres crisantemos), regia di Ignacio F. Iquino (1970)
- Saranda, regia di Antonio Mollica (1970)
- La stirpe di Caino, regia di Lamberto Benvenuti (1971)
- Sotto a chi tocca!, regia di Gianfranco Parolini (1972)
- Storia di karatè, pugni e fagioli, regia di Tonino Ricci (1973)
- Blutsbrüder, regia di Werner W. Wallroth (1975)

## Doppiatori italiani
- Pino Colizzi in I nipoti di Zorro, I pirati dell'isola verde
- Gino La Monica in Dio li crea... Io li ammazzo!
- Massimo Turci in Buckaroo il Winchester che non perdona
- Cesare Barbetti in La morte bussa due volte
- Giacomo Piperno in Indio Black, sai che ti dico: sei un gran figlio di...
- Michele Gammino in Storia di karatè, pugni e fagioli